# Yamila Badell
Yamila Badell Graña (Montevideo, 1º marzo 1996) è una calciatrice uruguaiana, attaccante dell'Huesca.
Con la maglia della nazionale uruguaiana ha disputato due edizioni della Copa América Femenina, quelle di Ecuador 2014 e di Cile 2018 venendo eliminata in entrambe già alla fase a gironi.

## Palmarès
- Campionato uruguaiano femminile: 4

Colón: 2013, 2014, 2015, 2016
- Campionato spagnolo di seconda divisione: 1

Tacón: 2018-2019